# سامويل كالو
سامويل كالو (بالإنجليزية: Samuel Kalu)‏ (26 أغسطس 1997 بنيجيريا - ) هو لاعب كرة قدم نيجيري في مركز الوسط. لعب مع نادي ترنتشين.

## روابط خارجية
- سامويل كالو على موقع قاعدة بيانات كرة القدم.إي يو (الإنجليزية)
- سامويل كالو على موقع ناشيونال فوتبول تيمز (الإنجليزية)
- سامويل كالو على موقع Soccerbase.com (لاعب) (الإنجليزية)
- سامويل كالو على موقع Soccerway.com (الإنجليزية)
- سامويل كالو على موقع عالم كرة القدم.نت (الإنجليزية)